# Luis Arturo González López
Luis Arturo González López (* 21. Dezember 1900 in Zacapa; † 1965) war vom 27. Juli 1957 bis 24. Oktober 1957 guatemaltekischer Präsident.

## Leben
Luis Arturo González López entstammte einer Familie von Großgrundbesitzern. Er studierte Rechtswissenschaft, war Rechtsanwalt und als Richter in verschiedenen Städten berufen.
Von 1945 bis 1952 war er Mitglied des obersten Gerichtshofes.
Im Januar 1953 gründete González López mit Unterstützung des US-Botschafters Rudolf E. Schoenfeld die Partido Anticomunista Demócrata Cristiano (PADC).
Er war Ratgeber und Stellvertreter des Präsidenten Carlos Castillo Armas. Als Vorsitzender der verfassungsgebenden Versammlung arrangierte er, dass Castillo zu seinem Geburtstag zum Präsidenten ernannt wurde. Romeo Vásquez Sánchez hatte Castillo zum Abendessen erschossen. González trat das Präsidentenamt am nächsten Morgen an. Dwight D. Eisenhower schickte seinen Sohn Major John Eisenhower zur Beerdigung von Castillo Anfang August 1957.
Am 13. September 1957 eröffnete er das Gebäude der Bibliotheca Nacional in Guatemala-Stadt. Die Verfassung von Guatemala schrieb Präsidentschaftswahlen, innerhalb von vier Monaten nach dem Tod des Präsidenten, vor.
Am 17. September 1957 weigerte sich das Tribunal Supremo Electoral die Kandidatur von Mario Méndez Montenegro anzunehmen, da die Partido Revolucionario nicht den Anforderungen des Wahlgesetzes entsprochen hätte. Der Oberste Gerichtshof hob diesen Ausschluss auf. Später verweigerte das TSE erneut die Einschreibung, da die Partei angeblich das antikommunistische Gesetz missachtet hätte.
Das Movimiento Democratico Nacional (MDN), nutzte den Regierungsapparat zum Wahlkampf für Miguel Ortiz Passarelli.
Am 20. Oktober 1957 wurde gewählt. Als Passarelli nahezu doppelt so viele Stimmen wie Idígoras erhielt, sammelte Idígoras am 21. Oktober 1957 etwa 10.000 Anhänger und drohte mit einem Generalstreik für den nächsten Tag, falls der Betrug fortgesetzt würde. Die Protestierenden sammelten sich um den Palacio Nacional (Amtssitz des Präsidenten im Parque Central).
Hinzu kamen Mitglieder der Partido Revolucionario, welchen verwehrt worden war, Mario Méndez Montenegro, den Bruder von Julio César Méndez Montenegro zu wählen. Die Polizei sprühte Tränengas um die Menge zu verteilen. González dekretierte einen 30-tägigen Ausnahmezustand um Demonstrationen zu unterbinden.
Am 24. Oktober 1957 um 3:00 Uhr morgens drang die Armee in den Palacio Nacional ein und ersetzte Präsident González López durch ein Triumvirat aus Oberst Óscar Mendoza Azurdia, Oberst Roberto Lorenzana und Oberst Gonzalo Yurrita Nova.
Am Nachmittag sandte das Parlament eine Delegation, welche mit dem US-Botschafter Edward J. Sparks über einen Plan beriet, González durch Oberst Guillermo Flores Avendaño zu ersetzen.